# Maria Żywirska
Maria Żywirska, właśc. Byczyńska-Żywirska (ur. 2 lutego 1904 w Brańszczyku, zm. 18 stycznia 1980 w Warszawie) – historyczka, etnografka, muzealniczka i pedagożka; siostra Kazimierza Byczyńskiego, matka Marii Frankowskiej.

## Życiorys
Była najmłodszym dzieckiem Antoniny z Gardockich i Stanisława Byczyńskich. Ojciec był ostatnim zarządcą majątku Rudzkich w Brańszczyku. Maria wychowywała się z dwoma braćmi (Piotr, Kazimierz) i dwiema siostrami (Antonina, Helena) w atmosferze pielęgnowania tradycji ziemiańskich i ludowych. Zainteresowania kurpiowską kulturą ludową kontynuowała długo po wyjeździe z Brańszczyka, czego owocem były wydawane prace monograficzne, m.in. Puszcza Biała. Jej dzieje i kultura. 
Po wybuchu I wojny światowej i postępach frontu rodzina Byczyńskich uciekła do Rostowa n. Donem, gdzie Maria rozpoczęła naukę w gimnazjum. Po wojnie powrócili do Wyszkowa. Maria Byczyńska zdała maturę w 1923 w Gimnazjum im. N. Żmichowskiej w Warszawie. Studiowała historię na Uniwersytecie Warszawskim. W 1928 na podstawie pracy pt. Ostatni rok życia króla Stanisława Augusta Poniatowskiego, której promotorem był prof. Henryk Mościcki, uzyskała tytuł magisterski z filologii w zakresie historii.
Następnie, do 1933, pracowała jako nauczycielka historii, języka polskiego i rysunku w Gimnazjum Koedukacyjnym Towarzystwa Szkoły Średniej w Wyszkowie. Jako pedagożka włączyła się w życie społeczno-kulturalne miasta. Zorganizowała izbę pamięci i czytelnię szkolną. Wspierała ruch krajoznawczy młodzieży, zaangażowała się w pracę wychowawczą w harcerstwie. Nawiązała kontakt z TPPL w Warszawie, dla którego gromadziła materiały dotyczące kultury ludowej Kurpiów oraz powiatów pułtuskiego i ostrowskiego, przeznaczone na Powszechną Wystawę Krajową w Poznaniu. Praca ta ujawniła jej zainteresowania sztuką ludową, w szczególności z terenów Puszczy Białej.
Po wyjściu za mąż w 1933 przeniosła się do Lublina. Była współzałożycielką Komitetu Historii Sztuki i Etnografii przy Lubelskim Towarzystwie Przyjaciół Nauk. W 1935 została członkinią zarządu oddziału Towarzystwo Propagandy Sztuki. Była sekretarką oddziału. Organizowała wystawy i odczyty z zakresu sztuki. W 1937 ukończyła studium muzeologiczne prowadzone przez prof. Eugeniusza Frankowskiego przy Muzeum Etnograficznym w Warszawie. W maju tego roku została kustoszką i kierowniczką Muzeum w Lublinie, które po zreorganizowaniu według jej projektu, zostało otwarte w czerwcu 1939.
W pierwszych tygodniach wojny opiekowała się zbiorami kierowanego muzeum oraz depozytami Muzeum Śląskiego w Katowicach i licznych zbiorów prywatnych z Wielkopolski (m.in. Skórzewskich i Bnińskich), jak również majątkiem ruchomym 8. Pułku Piechoty stacjonującego w Lublinie. Brała udział w akcjach ukrywania zbiorów sztuki (m.in. obrazów Kazanie Skargi i Bitwa pod Grunwaldem Jana Matejki). Usunięta przez Niemców z pracy w muzeum w listopadzie 1939 zdążyła jeszcze zabezpieczyć dokumentację i część zbiorów. Następnie prowadziła sklep z artykułami sportowymi, a w 1943 wyjechała do Warszawy. Tam zastało ją powstanie, po którego zakończeniu znalazła się w obozie Dulag 121 w Pruszkowie. Dzięki staraniom męża Żywirska wydostała się w 1945 z obozu i mogła wrócić do Lublina, gdzie podjęła współpracę z Towarzystwem Naukowym Katolickiego Uniwersytetu Lubelskiego Jana Pawła II.
W 1946 wyjechała na Górny Śląsk. Tutaj zainteresowała się kulturą górniczą. W Katowicach nawiązała współpracę ze Związkiem Zawodowym Górników w Polsce (ZZG), który sfinansował jej badania nad kulturą materialną i twórczością plastyczną górników. Zainicjowała konkurs na wspomnienia górników, akcję inwentaryzacji zabytków przemysłowych, a już w 1947 utworzenie Związkowego Muzeum Górniczego w Sosnowcu (otwarte dla zwiedzających w 1951). Jako dyrektorka muzeum została członkinią katowickiego Polskiego Towarzystwa Ludoznawczego i członkinią-korespondentką Instytutu Historii Kultury Materialnej PAN. Współpracowała też z Komitetem Etnograficznym Śląskiego Instytutu Naukowego w Katowicach, dla którego prowadziła badania etnograficzne na temat kultury górniczej. Była także stałą konsultantką dziennika górniczego Muzeum Techniki w Warszawie. Również w okresie śląskim prowadziła badania dla Zakładu Socjologii Pracy PAN dotyczące wpływu tradycji zawodowych na formowanie się osobowości górniczej. Dzięki stypendium Ministerstwa Kultury i Dziedzictwa Narodowego dwukrotnie (w 1960 i 1962) wyjeżdżała do Francji, gdzie prowadziła badania etnograficzne wśród Polonii we Francji. W 1964 przeszła na emeryturę. W 1969 przeniosła się do Warszawy, gdzie pracowała naukowo do śmierci w 1980. 
Była chora na Parkinsona. Została pochowana na cmentarzu parafialnym w Brańszczyku.

## Praca naukowa
Dorobek naukowy Żywirskiej dotyczył głównie dwóch dziedzin badawczych: kultury ludowej, zwłaszcza Kurpiów, oraz kultury górniczej. Zainteresowała się tematyką kurpiowską w trakcie pracy nauczycielki, zwłaszcza dzięki kontaktom z TPPL. Rękopis jej pracy o przemyśle ludowym powiatu pułtuskiego spłonął w trakcie powstania warszawskiego. Jednak do tematyki ludowej wytwórczości pozarolniczej wracała wielokrotnie, opracowując szereg prac poświęconych Puszczy Białej. Na emeryturze opublikowała podsumowującą tę część badań monografię etnograficzną Puszczy Białej.
Duża część jej prac – jak się okazało, nowatorskich co do stawianych tez i sposobu problematyzowania zjawisk kulturowych – stanowi tematyka górnicza. Z Gustawem Morcinkiem opracowała Życiorysy górników (Katowice, 1949). Jest zasłużona dla badań śląskoznawczych, ponieważ we współpracy z Józefem Ligęzą napisała monografię kultury górniczej. Do ważnych prac tej części działalności naukowej Żywirskiej należy również Amatorski ruch plastyczny wśród górników (Katowice 1959).
Ważne dla Żywirskiej okazały się zagadnienia polonijne. Z racji na wyjazdy stypendialne do Francji zajęła się tam problematyką kultury górniczej, w której szybko zauważyła duży udział imigrantów i ich potomków, zwłaszcza – według Żywirskiej – z Polski. Pojawiły się tu ważne dla tego typu wspólnot zagadnienia bagażu kulturowego, tradycji wartości i enkulturacji. Na bazie tych badań powstało kilka artykułów publikowanych w „Problemach Polonii Zagranicznej”.
Żywirska pod koniec życia powróciła do historii, by przygotować do druku przejrzaną i poszerzoną wersję pracy magisterskiej.
Uczestniczyła w powojennym reaktywowaniu działalności PTL. Na osobiste zaproszenie Józefa Gajka wzięła udział w pierwszym po 1945 Walnym Zgromadzeniu Towarzystwa (22 listopada 1945). Po przeniesieniu się na Śląsk przyczyniła się do założenia oddziału Górnośląskiego PTL (Bytom), którego została wiceprzewodniczącą (1949–1958), następnie prezeską (1958–1964). W 1979 została honorową członkinią PTL.

## Nagrody i odznaczenia
- Złoty Krzyż Zasługi w uznaniu dorobku naukowego oraz działalności na polu kultury (1958)[4]

## Publikacje
- Kielich gotycki emaliowany w Opolu Lubelskim, 1938.
- Hafty kurpiowskie w Puszczy Białej, „Polska Sztuka Ludowa. Konteksty”, 2 (1948), z. 2, s. 25–34.
- Tiulowe czepce kurpiowskie, „Polska Sztuka Ludowa. Konteksty”, 2 (1948), z. 9–10, s. 44–53.
- Zagadnienia prymitywnej sztuki robotniczej, „Polska Sztuka Ludowa. Konteksty”, 3 (1949), z. 1–2, s. 39–43.
- Zdobienie rzeźbą w drewnie chaty kurpiowskiej, cz. 1: szczyt, „Polska Sztuka Ludowa. Konteksty”, 3 (1949), z. 3–4, s. 105–111.
- Twórczość plastyczna górników cz. III, „Polska Sztuka Ludowa. Konteksty”, 5 (1951), z. 4–5, s. 134–147.
- Podłoże ludowe w kulturze górniczej, „Polska Sztuka Ludowa. Konteksty”, 6 (1952), z. 3, s. 127–130.
- Atlas strojów ludowych, cz. 4 z. 5: Strój kurpiowski Puszczy Białej, 1952.
- Saliny Wielickie w sztychach Wilhelma Hondiusa,1954.
- Kolonia Reden w Dąbrowie Górniczej. Najstarsze osiedle górnicze w Zagłębiu Dąbrowskim, 1955.
- 10 lat Związkowego Muzeum Górniczego, 1958.
- Sprawa zbiorów polskich ewakuowanych do Kanady. Zbiór dokumentów, cz. 2, 1961.
- Panorama Józefa Wiącka, „Polska Sztuka Ludowa. Konteksty”, 19 (1965), z. 4, s. 205–212.
- Kurpie w Puszczy Białej, „Etnografia Polska”, 11 (1967), s. 192–202.
- Gawędy górnicze. Szkice z dziejów i tradycji polskiego górnictwa, 1968.
- Puszcza Biała. Jej dzieje i kultura, 1973.

## Rodzina
W 1933 w Wyszkowie wyszła za mąż za nauczyciela, Zygmunta Ziemysława Żywirskiego (późniejszego przemysłowca). Mieli dwoje dzieci: Piotra (1934–1992, inż. górn.) i Marię zam. Frankowską (ur. 1939, prawniczkę, prof. Uniw. Waszyngtońskiego w St. Louis).

## Upamiętnienia
- Tablica pamiątkowa na cmentarzu w Brańszczyku na rodzinnym grobowcu ufundowana przez mieszkańców wsi, w 2008 zastąpiona przez tablicę ufundowaną przez Stowarzyszenie Przyjaciół Wyszkowa, Puszczy Białej i Kamienieckiej[4].
- Dom rodzinny Marii Żywirskiej w Brańszczyku (ul. Jana Pawła II), w którym mieści się Dom Seniora prowadzony przez Zgromadzenie Ojców Orionistów[11].
- Stypendium im. Marii i Zygmunta Żywirskich, którego celem jest promowanie wartości edukacji oraz wspieranie uczniów szczególnie uzdolnionych w zakresie historii i sportu. Stypendium przyznawane jest dla uczniów I LO im. C.K. Norwida w Wyszkowie. Fundatorem w 2012 była prof. M. Frankowska[12].
- Ulica Marii Żywirskiej w Wyszkowie[13].
- W październiku 2017 na uroczystej sesji Rady Gminy Brańszczyk radni uchwalili, że Skansen w Brańszczyku otrzyma imię Marii Żywirskiej[14].